# 백자찬

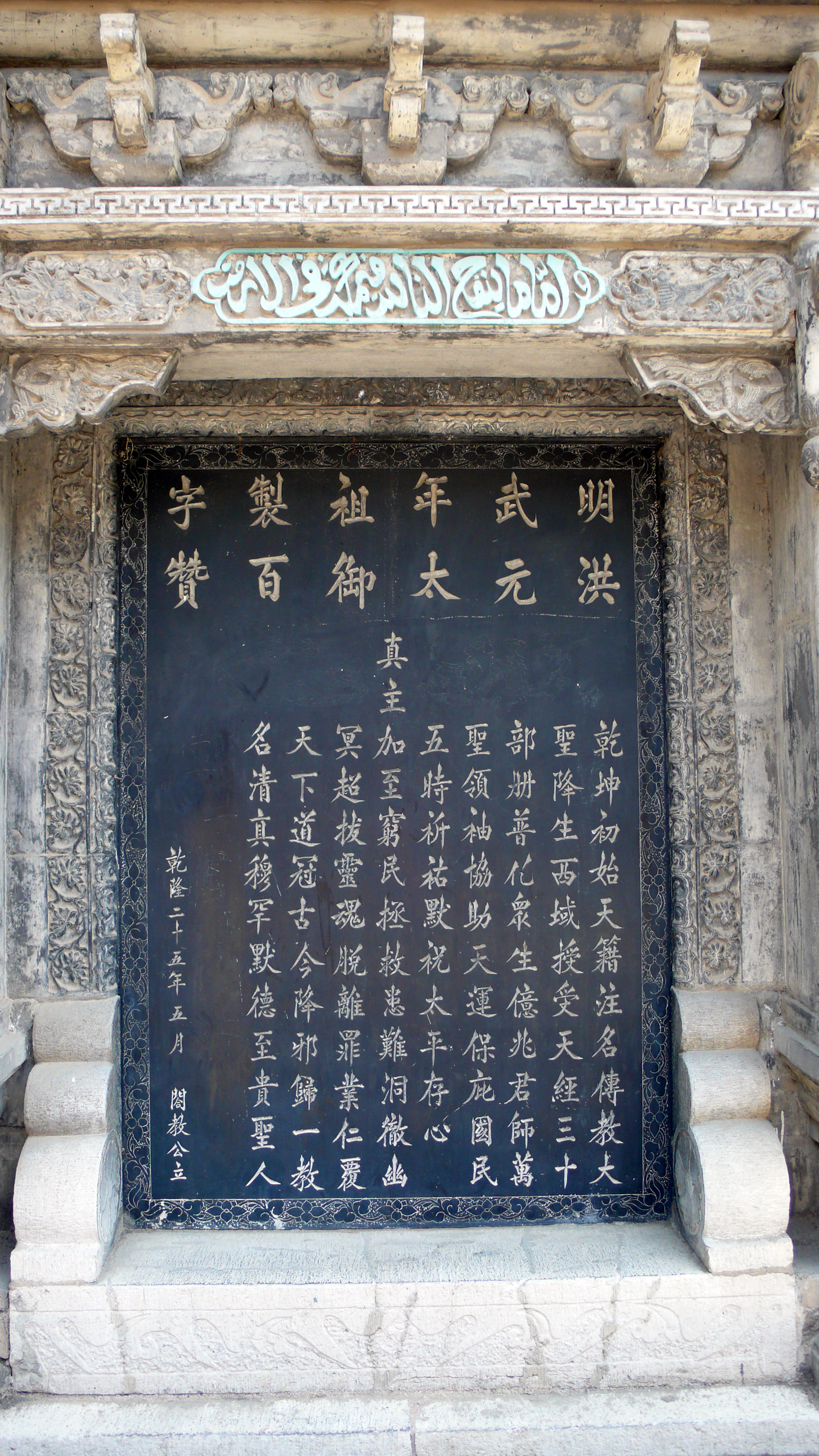

《백자찬》(百字贊)은 한문 100자로 이루어진 찬시로, 이슬람교의 예언자인 무함마드를 기리는 내용을 담고 있다. 명나라의 건국자인 홍무제가 직접 작성하였으며, 현재 백자찬의 사본들이 난징 곳곳에 있는 이슬람 모스크들에 나뉘어 보관되어 있다.

## 내용
백자찬에는 홍무제가 친히 당시 수도였던 난징에 모스크를 세우라고 명하였고, 그 외에도 윈난성, 광둥성 등에 모스크를 세울 것을 명하였다는 내용이 적혀있다. 또한 홍무제가 직접 이슬람교의 예언자인 무함마드의 덕을 칭송하는 시를 지어 이를 '백자찬'이라 이름짓고 후대에 남겼다고 한다. 백자찬의 내용은 아래와 같다.

### 한문
乾坤初始，天籍注名。傳敎大聖，降生西域。授受天經，三十部冊，普化衆生。億兆君師，萬聖領袖。協助天運，保庇國民。五時祈祐，默祝太平。存心眞主，加志窮民。拯救患難，洞徹幽冥。超拔靈魂，脫離罪業。仁覆天下，道冠古今。降邪歸一，敎名淸眞。穆罕默德，至貴聖人。

### 페르시아어
جهان آغاز شد با لوحِ آسمانیِ دارنده‌یِ نامِ او. حکیمِ بزرگِ دیندار؛ زاده در قلمرو غربی.دعوت و دریافت کتاب آسمانی در ۳۰جزء، جهانانه همه مخلوقات را دگرگون می‌کند. استاد تریلیون حاکم؛ راهبرِ ۱۰هزار حکیم. به کمک سرنوشت، محافظ جامعه. در هرکدام از نمازهای پنجگانه برای همیشان بی‌صدا تندرستی را دعا می‌کند. هدفش این است که خداوند، نیازمندان را یاد کند. آنان را از مصیبت به سلامت، رهایی‌بخش است؛ دانای غیب.برتر از هر روح و وجودی. فارغ از اعمال سرزنش‌پذیر. رحمت بر همه جهانیان که مسیر همواره پیداست. از عقیده به جهل بازگردید به سوی "واحد" که دینی است به نام اسلام. محمد، بزرگوارترین حکیم است

### 아랍어
منذ أن خُلق الكون، قد قرر الرب أن يعيّن، هذا الرجل العظيم الداعي للإيمان، من الغرب قد ولد، ليتلقى الكتاب المقدس (القرآن( كتابًا يحتوي على ثلاثون جزءا ليهدي جميع الخلائق، ملك كل الملوك، زعيم كل القديسين، بدعم إلهي، ليحمي أمته، بخمسة صلوات يومية، بصمت يأمل حصول السلام، قلبه متجه نحو الله، يقوي الضعفاء، ينقذهم من الكارثة، يرى من خلال الظلمة، يسحب النفوس والأرواح، بعيدًا عن جميع الذنوب/الاخطاء، رحمة للعالمين، سائرًا على طريق العظماء القديم، طاردًا لكل الشرور، دينه نقي وصادق، محمد، الشريف والعظيم.

### 한국어 해석
천지가 창조된 이래 신은 이미 그의 신앙을 전파할 자를 예비해 두셨으니, 그는 서쪽에서 태어나 신성한 경전을 내려받았고 그 경전은 30개의 장으로 이루어져 있음이라.
모든 피조물들을 이끌어주기 위하여, 모든 군주들의 지배자께서는, 신성한 이들의 지도자께서는, 천상의 도움을 받으시고, 그의 나라를 보호하기 위하여 하루에 다섯 번씩 기도하시며 고요히 평화를 간구하시니라.
그의 심장은 알라에게 향해 있고, 약자들에게 힘을 주시며, 재난으로부터 그들을 구제하고, 보이지 않는 것을 통해 보시니라.
그 분은 모든 영혼들을 그릇된 것들에서 끌어내시고, 자비를 세상에 전파하시리라. 고대의 장엄한 길을 가로지르시니, 모든 악마들을 내쫓으시리라.
그의 종교, 이슬람교를 믿나니, 무함마드여, 고귀하고 신성한 현자이리라.

## 같이 보기
- 상제